# دوروثي وانغ
دوروثي وانغ (بالإنجليزية: Dorothy Wang)‏ هي نجمة اجتماعية أمريكية، ولدت في 27 يناير 1988 في بيفرلي هيلز في الولايات المتحدة.

## وصلات خارجية
- دوروثي وانغ على موقع IMDb (الإنجليزية)